# 魏恩施特拉瑟地区博肯海姆
魏恩施特拉瑟地区博肯海姆是德国莱茵兰-普法尔茨州的一个市镇。总面积11.24平方公里，总人口2163人，其中男性1070人，女性1093人（2011年12月31日），人口密度192人/平方公里。

## 友好城市
- 法國 格朗维利耶